# Cordelle
Cordelle és un municipi francès, situat al departament del Loira i a la regió d'Alvèrnia-Roine-Alps. L'any 2007 tenia 885 habitants.

## Demografia

### Població
El 2007 la població de fet de Cordelle era de 885 persones. Hi havia 326 famílies de les quals 84 eren unipersonals (42 homes vivint sols i 42 dones vivint soles), 83 parelles sense fills, 142 parelles amb fills i 17 famílies monoparentals amb fills.
La població ha evolucionat segons el següent gràfic:
Habitants censats

### Habitatges
El 2007 hi havia 408 habitatges, 327 eren l'habitatge principal de la família, 39 eren segones residències i 41 estaven desocupats. 386 eren cases i 22 eren apartaments. Dels 327 habitatges principals, 255 estaven ocupats pels seus propietaris, 64 estaven llogats i ocupats pels llogaters i 8 estaven cedits a títol gratuït; 1 tenia una cambra, 25 en tenien dues, 41 en tenien tres, 93 en tenien quatre i 168 en tenien cinc o més. 272 habitatges disposaven pel capbaix d'una plaça de pàrquing. A 138 habitatges hi havia un automòbil i a 166 n'hi havia dos o més.

### Piràmide de població
La piràmide de població per edats i sexe el 2009 era:
| Homes | Edats   | Dones |
| ----- | ------- | ----- |
| 0     | 95 o +  | 0     |
| 0     | 90 a 94 | 4     |
| 4     | 85 a 89 | 12    |
| 4     | 80 a 84 | 4     |
| 8     | 75 a 79 | 8     |
| 20    | 70 a 74 | 12    |
| 12    | 65 a 69 | 16    |
| 32    | 60 a 64 | 20    |
| 24    | 55 a 59 | 28    |
| 40    | 50 a 54 | 44    |
| 24    | 45 a 49 | 32    |
| 28    | 40 a 44 | 20    |
| 16    | 35 a 39 | 20    |
| 24    | 30 a 34 | 32    |
| 40    | 25 a 29 | 20    |
| 28    | 20 a 24 | 20    |
| 12    | 15 a 19 | 20    |
| 16    | 10 a 14 | 12    |
| 12    | 5 a 9   | 28    |
| 28    | 0 a 4   | 28    |

## Economia
El 2007 la població en edat de treballar era de 582 persones, 393 eren actives i 189 eren inactives. De les 393 persones actives 366 estaven ocupades (206 homes i 160 dones) i 26 estaven aturades (7 homes i 19 dones). De les 189 persones inactives 55 estaven jubilades, 46 estaven estudiant i 88 estaven classificades com a «altres inactius».

### Ingressos
El 2009 a Cordelle hi havia 330 unitats fiscals que integraven 869,5 persones, la mediana anual d'ingressos fiscals per persona era de 16.097 €.

### Activitats econòmiques
Dels 39 establiments que hi havia el 2007, 1 era d'una empresa alimentària, 3 d'empreses de fabricació d'altres productes industrials, 8 d'empreses de construcció, 9 d'empreses de comerç i reparació d'automòbils, 2 d'empreses de transport, 4 d'empreses d'hostatgeria i restauració, 1 d'una empresa financera, 2 d'empreses immobiliàries, 4 d'empreses de serveis, 2 d'entitats de l'administració pública i 3 d'empreses classificades com a «altres activitats de serveis».
Dels 12 establiments de servei als particulars que hi havia el 2009, 2 eren tallers de reparació d'automòbils i de material agrícola, 1 paleta, 2 guixaires pintors, 1 fusteria, 2 lampisteries, 1 perruqueria, 1 veterinari, 1 restaurant i 1 agència immobiliària.
Dels 5 establiments comercials que hi havia el 2009, 1 era una botiga de menys de 120 m², 1 una fleca, 1 una botiga d'electrodomèstics i 2 perfumeries.
L'any 2000 a Cordelle hi havia 33 explotacions agrícoles que ocupaven un total de 1.386 hectàrees.

## Equipaments sanitaris i escolars
El 2009 hi havia una escola elemental.

## Poblacions més properes
El següent diagrama mostra les poblacions més properes.